# Rhinopias aphanes
Rhinopias aphanes es un pez escorpión del Pacífico occidental. Ocasionalmente se lo encuentra en tiendas para acuaristas. Alcanza una longitud de 25 cm de largo. La información sobre esta especie se basa en tres especímenes de Rhinopias aphanes que fueron recolectados en aguas australianas y comparados con el holotipo existente. La distribución de esta especie parece limitada a los arrecifes de coral del Pacífico occidental. Se cree que esta especie es un pez bento, que descansa sobre el lecho marino. Se ha observado que rara vez dejan el fondo y nadan muy ocasionalmente. En cambio se desplazan caminando y haciendo movimientos similares a saltitos utilizando sus aletas pectorales y pélvicas. El Rhinopias aphanes se alimenta de peces pequeños.